# Гоно Йотов
Георги Йотов, наречен Гоно, известен в Гърция като Гонос Йотас или Йоргос Йотас (на гръцки: Γκόνος Γιώτας, Γιώργος Γιώτας) e гъркоманин, капитан на гръцка андартска чета в Македония.

## Биография
Гоно Йотов е роден в 1880 година в Плугар или по-малко вероятно в Енидже Вардар (Па̀зар), Османската империя (днес Яница, Гърция), или Врежот. Баща му е от гъркоманското село Кадиново, като едър земевладелец участва в организирането на гръцки комитет в Енидже Вардар. Ениджевардарците гъркомани Васил, Дионис, Костадин Йотови и Константин Въдрищки (Константинос Вудруслис) са родственици на Гоно Йотов. Според гръцки извори е първи братовчед на войводата на Вътрешната македоно-одринска революционна организация Апостол Петков от Боймица, в чиято чета той първоначално е четник между 1900 – 1904 година.
Четникът му Григориос Димопулос пише в спомените си за него:
| „ | На 1 май 1906 година се включих в групата на Гоно Йота в Яница. Той беше българогласен, но чист грък... Преди работеше с българите, но когато разбра целта им за автономия на Македония, остави ги и премина на служба при капитан Аграс. | “ |

През октомври 1904 година Гоно повежда гъркоманска чета в района на Ениджевардарското езеро. Гоно като местен човек координира действията на пристигналите по късно други гръцки чети, под командването на капитаните Аграс (Телос Агапинос), Никифорос (Йоанис Деместихас) и Акритас (Константинос Мазаракис), които са съставени предимно от гръцки военни от Гърция, непознаващи местните условия в Македония и не владеещи български – езикът на местното население. Самият Гоно Йотов научава гръцки език с критски акцент от тях. Тези няколко гръцки чети, базирани предимно в Негуш, повеждат борба с българските чети на ВМОРО в района на Ениджевардарското езеро, под командата на Апостол войвода.
В четата му в различен период са андартите Константинос (Дината) Вудрислис – братовчед на Гоно, Константинос Даис (Царас), Константинос Петсивас, Христос Папилидис от Петрово, Ставрос Ляпчис, Тодор Чифтеов, Георгиос Пулкас от Крива, Лазарос Пировалис, Александрос Лагонас, Атанасиос Анагностопулос, Кириакос Хадес – подвойвода на Гоно от Кулакия, Георгиос Димопулос от Епаноми, Томас Пейчис от Крушево, Павлос Палидис – секретар в четата, Панде Атанасов, Лазар Доямов. Успоредно с неговата чета до 1905 година в блатото действат Теохарис Кункас (Гидиотис) и Георгиос Перифанос.
Четата на Гоно заедно с първата организирана гръцка чета – тази на капитан Петрилос (Константинос Буковалас) връща насилствено към Цариградската патриаршия няколко български села, които преди това са приели върховенството на Българската екзархия – Зорбатово (днес Микро Монастири), Кангалич (Врахия), Кърджалиево (Адендро) и Постол (Пела).
От март 1905 година Гоно Йотов и Петрилос се настаняват в колибите Чекри, Али и Лака и започват да водят сражения с българските чети и заедно с пристигналата чета на капитан Аграс започват да нападат околните български села в областта Сланица – Света Марина (Агия Марина) на 28 март – отблъснати от селската милиция, Янчища (Агиос Георгиос), Аларе, отблъснати от милицията, Голо село (Акролимни), Луковища (Палеа Ликояни), Бозец (Атира), отблъснати от милицията. Гоно Йотов пише следното за нападението на Голо село:
| „ | През това време дойде тук Петрилос Буковалас и се поставих на неговите заповеди. Взех десет от мъжете и отидох в село Голо село, където задържах трима от най-фанатичните българи от първенците – Дионис Чекрели, Васил и Петро Арсенли. В отговор на това българите убиха за наказание единствения грък Леонид, който беше пазвантин. По същото това време с помощта на въоръжените мъже на Буковалас обсадих българските колиби в блатото и ги притиснах толкова силно, че комитаджиите избягаха. На Чекри имаше и трима загинали от тях. След това по заповед на Центъра отидох в Солун, за да получа инструкции. По времето докато ме нямаше, Буковалас беше измамен от тримата български първенци и ги освободи. Това беше много голяма грешка за нас, защото там където българите се бяха изплашили от нас, като научиха, че групата ни е само 13 мъже, събраха смелост и извършиха следните действия: Изгориха 60-те колиби и не можехме да намерим място къде да се скрием и превзеха шест от колибите, в които да се събират, 2. Плениха четирима селяни от село Зорбата и ги убиха, 3. Научиха, че бяха скрити 30 пушки с муниции в село Плугар, в моята къща и я разрушиха, но не успяха да намерят повече от три пушки. Но ми причиниха загуби за 30 лири | “ |

На 14 ноември 1906 г. четите на Гоно и капитан Аграс нападат базата на Апостол войвода при село Жервохор (Палео Зервохори), но според Христо Силянов са отблъснати с девет убити и няколко ранени, между които самият Аграс. Гръцки източници твърдят, че андартите са постигнали голяма победа.
Гоно с четата си от около 35 души продължава сраженията с четите на Апостол през цялата 1907 и 1908 година до Младотурската революция. През 1907 година разказва за една среща с български войводи:
| „ | На 25 март имахме временно затишие. Срещнахме се с българите, за да се разберем с предводителите им войводата Тодорис, Касапчето и подвойводата на Апостол Щерьо Йован. Не достигнахме до никакво съгласие и се сбихме. | “ |

След Хуриета Гоно Йотов продължава натиска над ениджевардарските и негушките села за отказване от Екзархията и преминаване към Патриаршията. В края на 1908 година Гоно извършва престъпление и е принуден да замине за Атина, където със спестяванията си си купува хотел и се поставя на разположение на Генералния щаб на гръцката армия. На 22 ноември 1909 година в свой доклад дава отчет за свършената от него работа в Ениджевардарско:
| „ | Последно и най-важно от всички мои действия започнах борбата в Яница с 50 гръцки семейства като начало срещу 800 български и други, които не липсваха от Яница, както и срещу реакция на някои от нашите [гърците]. Макар че имаше обаче реакция от нашите, успях да ги увелича на 230 за сметка на българите... Тази работа беше най-важната, защото имах да се боря не само срещу българите, но и срещу всички други народности в Македония, които не липсваха в Яница, а също така и срещу нашите, които не искаха свободата заради собствени интереси и по мое мнение те бяха и най-опасните. | “ |

При завръщането си в Македония Гоно е предаден от старите си сподвижници доктор Антонис Антонакис и капитан Апостолис Матопулос, и е убит в сблъсък с османска част в Ениджевардарското езеро край село Ниси на 12 февруари 1911 година.